# RTF.1
RTF.1 ist ein privater Lokalfernsehsender für die Region Neckar-Alb in Baden-Württemberg. Sein Sendegebiet umfasst die Landkreise Reutlingen, Tübingen und den Zollernalbkreis. Der Sender wurde 1999 lizenziert und ging im gleichen Jahr auf Sendung. Er erreicht rund 330.000 Haushalte. Die Initialen sollen für Reutlinger Tübinger Fernsehen stehen. Eigentümer und Betreiber ist die Klarner Medien GmbH von Stefan Klarner mit Sitz in Eningen unter Achalm.

## Empfang
Zu empfangen ist der Sender im analogen Kabelfernsehen auf Kanal K22 und im digitalen Kabelangebot (Kanal S04) von Vodafone (ehemals Unitymedia und Kabel BW) im Netz Reutlingen. Außerdem wird das Programm über Astra digital jeden Abend zwischen 20:00 und 20:45 auf dem Kanal von LTV/TVM ausgestrahlt.

## Programm
RTF.1 sendet täglich ab 18 Uhr bis in den nächsten Morgen ein halbstündiges Programm im Repeat-Format: Es wird immer zur vollen und halben Stunde wiederholt. Das Programm enthält ausschließlich Nachrichten und Service aus der Region, außerdem täglich wechselnde Schwerpunktsendungen: Regionalsport, Kochen, Tiere, Wirtschaft, Reportage, Wochenrückblick. Dazu kommen Sondersendungen wie Übertragungen von Veranstaltungen. Tagsüber werden verschiedene Naturbilder bei Landschaft TV sowie Teleshopping gesendet.

## Eigentumsverhältnisse
RTF.1 gehört zur Senderfamilie der Klarner Medien GmbH, die derzeit neun lokale, regionale Fernsehprogramme veranstaltet.